# 杉浦はる香
杉浦 はる香（すぎうら はるか、1995年6月8日 - ）は、日本の陸上競技選手。専門は短距離走（400m）。

## 人物
静岡県磐田市出身。小学校まではミニバスケットボールに熱中していたが、小学校6年の時に出場した磐田市内の陸上競技大会で100mを走って優勝したことから中学校入学後に陸上競技部に入部して本格的に陸上競技を始める。中学校卒業後は浜松市立高等学校へ進学。
2013年6月に開催された第97回日本陸上競技選手権大会400mにおいて、予選で53秒37を記録し、それまで柿沼和恵が保持していた高校記録53秒45を約21年振りに更新した。決勝ではさらに、日本歴代2位となる52秒52で優勝した。この記録は丹野麻美が保持していた日本ジュニア記録52秒88を約9年振りに更新するものでもあった。
2013年のスポーツ祭東京2013（第68回国民体育大会）少年女子400mAで、53秒09を出して優勝。これは青山聖佳が前日の予選で10年振りに更新した大会記録（53秒58）をさらに更新するものであった。
2013年12月、陸上競技リレー日本代表チームにも選抜された。2014年4月、青山学院大学に進学した。
大学での練習は自分で考えることが増え、今まで自分の走りを考えていなかったことから「何をしたらいいのか全然分からなかった」という。それに加え、怪我やプライベートの人間関係などにも悩み、高校時代のようなタイムを出すことはできなくなったが、4年生の6月には55秒台を出すまで復調した。しかし、最終的に自己ベストを更新することも、タイトルを獲得することもできず、大学生活を終えた。大学卒業後は静岡銀行に就職する。

## 自己ベスト
- 400m - 52秒52 （2013年6月8日、東京都 味の素スタジアム）＝ 日本歴代3位。

## 書籍
- 走りが変わる！陸上スプリント　最強のコツ50（2015年6月25日、メイツ出版）-　モデル